# Herbert Brün
Herbert Brün (ur. 29 lipca 1918 w Berlinie, zm. 6 listopada 2000 w Urbanie w stanie Illinois) – izraelski kompozytor pochodzenia niemieckiego.

## Życiorys
W 1936 roku osiedlił się w Palestynie. W latach 1936–1938 studiował w konserwatorium w Jerozolimie pod kierunkiem Stefana Wolpego, następnie kontynuował edukację u Aarona Coplanda w Tanglewood oraz na Uniwersytecie Columbia. W latach 1955–1961 przebywał w Europie, gdzie pracował w studiach muzyki eksperymentalnej w Kolonii, Paryżu i Monachium. Od 1963 roku był wykładowcą Uniwersytetu Illinois.
W swoich wcześniejszych kompozycjach posługiwał się techniką dodekafoniczną, w warstwie rytmicznej czerpiąc z jazzu i muzyki baletowej. Szybko zwrócił się jednak w stronę muzyki elektronicznej, którą zajmował się przez większość życia. Opracowywał realizacje multimedialne, tworząc przy pomocy komputera kompozycje graficzne, w których łączył muzykę na taśmę z muzyką instrumentalną. Do jego ważniejszych kompozycji należą: trzy kwartety smyczkowe (1952, 1956, 1960), Mobile na orkiestrę (1958), Trio na trąbkę, puzon i perkusję (1966), Nonet (1969), Gestures for 11 na zespół kameralny (1964), Sonoriferous Loops na orkiestrę kameralną i taśmę (1964), utwory elektroniczne Dust (1976), More Dust (1977), Destiny (1978). Był także autorem prac teoretycznych Musik und Information (przekład polski Muzyka i informacja na łamach Res Facta III, 1969) oraz Über Musik und zum Computer.